# Bisdom Cachoeiro de Itapemirim
Het bisdom Cachoeiro de Itapemirim (Latijn: Dioecesis Cachoëirensis de Itapemirim) is een rooms-katholiek bisdom met als zetel Cachoeiro de Itapemirim, in Brazilië. Het bisdom is suffragaan aan het aartsbisdom Vitória.

## Geschiedenis
Het bisdom werd opgericht op 16 februari 1958, uit delen van het aartsbisdom Vitória.

## Parochies
Het bisdom had in 2021 een oppervlakte van 9.877 km2 en telde 733.425 inwoners waarvan 59,8% rooms-katholiek was.

## Bisschoppen
- Luís Gonzaga Peluso (25 juli 1959 - 3 december 1985)
- Luiz Mancilha Vilela (3 december 1985 - 3 december 2002)
- Célio de Oliveira Goulart (9 juli 2003 - 26 may 2010)
- Dario Campos (27 april 2011 - 7 november 2018)
- Luiz Fernando Lisboa (11 februari 2021 - heden; aartsbisschop op persoonlijke titel)

Vitória (aartsbisdom) · Cachoeiro de Itapemirim · Colatina · São Mateus